# Erica ribisaria
Erica ribisaria är en ljungväxtart som beskrevs av Guthrie och Bolus. Erica ribisaria ingår i släktet klockljungssläktet, och familjen ljungväxter. Inga underarter finns listade i Catalogue of Life.